# Battlefield Online
Battlefield Online er et gratis online first-person shooter udviklet af Neowiz Games, Electronic Arts og DICE og distribueret af Neowiz Games. Det er en  genindspilning af Battlefield 2. Dens spilmotor er Battlefield 2142s modificeret Refractor Engine 2 med grafiske forbedringer i forhold til Battlefield 2. Det blev udviklet i Sydkorea med tilsyn fra licensindehaver Electronic Arts. Efter at have startet sin anden betatest, Battlefield Online i modsætning til Battlefield 2 kan håndter op til 100 spillere i en bane samtidig. Den åbne beta af spillet blev frigjort den 30. marts 2010.